# Zerkal'noje Lake
Zerkal'noje Lake är en sjö i Antarktis. Den ligger i Östantarktis. Australien gör anspråk på området. Zerkal'noje Lake ligger 152 meter över havet.